# كوه كلات
كوه كلات (بالفارسية: کوه کلات) هو أحد أعلى الجبال الواقعة بالقرب غوزون قرية في مقاطعة خواهان في شمال شرق أفغانستان.